# CURB-65
El CURB-65 es una escala de predicción de mortalidad utilizada en pacientes con neumonía adquirida en la comunidad. Está avalada por la British Thoracic Society para la valoración de la severidad de la neumonía.

## La escala
CURB-65 es el acrónimo para:
- Confusión: calificación menor a 8 en el AMT (Abbreviated mental test score)
- Urea: mayor a 43 mg/dl o BUN mayor a 7 mmol/l (19 mg/dl)[3]
- Respiración: Frecuencia mayor a 30 respiraciones por minuto
- Presión sanguínea (Blood pressure): sistólica menor a 90 mmHg o diastólica menor o igual a 60 mmHg
- Edad mayor o igual a  65 años.

## Calificación y predicción
Por cada uno de los factores clínicos que se presenten se suma un punto, con lo que la calificación más baja es cero y la más alta es cinco. La mortalidad es proporcional a la calificación obtenida, y orienta a los médicos al momento de decidir si es conveniente hospitalizar a un paciente o no.
| Calificación | Mortalidad (%) | Recomendación                                                                                           |
| 0            | 0.6%           | Bajo riesgo, tratamiento ambulatorio                                                                    |
| 1            | 2.7%           | Bajo riesgo, tratamiento ambulatorio                                                                    |
| 2            | 6.8%           | Riesgo intermedio, hospitalización de corta estancia o tratamiento ambulatorio con supervisión estricta |
| 3            | 14.0%          | Neumonía grave, considerar hospitalización                                                              |
| 4            | 27.8.%         | Neumonía severa, considerar hospitalización                                                             |
| 5            | 57%            | Neumonía muy grave, considerar ingreso en UCI                                                           |